# Axius serratus
Axius serratus är en kräftdjursart som beskrevs av William Stimpson 1852. Axius serratus ingår i släktet Axius och familjen Axiidae. Inga underarter finns listade i Catalogue of Life.

## Bildgalleri

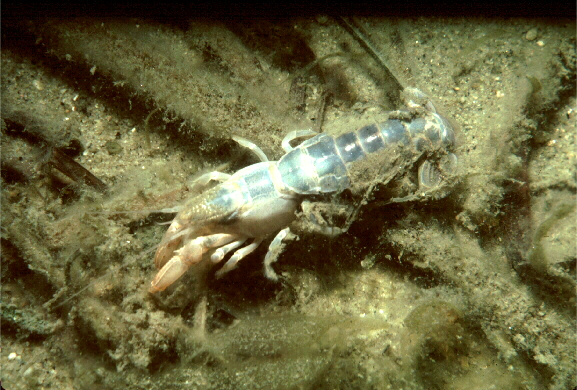